# Alain Cotta
Alain Cotta es un economista francés nacido el 16 de febrero de 1934. Profesor del HEC Paris y de la Universidad París-Dauphine, es autor de un gran número de libros sobre economía.

## Biografía
Hijo de Jacques Cotta, abogado penalista y alcalde de la SFIO de Niza después de la liberación (de 1945 a 1947) y de Hélène Scoffier (abogada). Alain Cotta es hermano de la periodista Michèle Cotta, medio hermano del periodista y cineasta Jacques Cotta y de la abogada Françoise Cotta.
Licenciado por la HEC Paris, asociado en derecho y ciencias económicas, comenzó su carrera en la Universidad de Caen, a la que asistió en 1960 y luego, en 1968, participó en la creación de la Universidad París-Dauphine. Dirigió el departamento "Ciencias de las Organizaciones" hasta 1975. Asumió la dirección del CREPA desde 1971. Dirigió el DEA 101 "Política general de las organizaciones" hasta 2002. El DEA 101 se convirtió en el Master 2 101 "Política general". de las organizaciones".
Ha tenido una emisión mensual en Radio Courtoisie desde mediados de 2011 hasta mediados de 2013.
Es miembro de la Comisión Trilateral y de Le Siècle.
Está haciendo campaña para que Francia abandone el euro.

## Libros
- La Dépréciation du capital et le sujet économique, 1958
- La Théorie générale du capital, de la croissance et des fluctuations, 1966
- Analyse quantitative de la croissance en pays sous- développés, 1967
- Dictionnaire de science économique, 1970
- Taux d'intérêt, plus-values et épargne en France et dans les nations occidentales, 1977
- Le Capitalisme, 1977
- La France et l'impératif mondial, 1978
- Réflexions sur la grande transition, 1979
- La Société ludique : La Vie envahie par le jeu, 1980
- Le Triomphe des corporations, 1983
- Le Corporatisme (collection « Que sais-je ? »), 1984
- Les 5 erreurs, 1985
- L'Homme au travail, 1987
- La France en panne, 1991
- Le Capitalisme dans tous ses états, 1991
- Pour l'Europe, contre Maastricht, 1992
- La Société du jeu, 1993
- Un nouveau président pour rien, 1994
- La Troisième Révolution Française, 1995
- L'Ivresse et la Paresse, 1998
- Wall Street ou le Miracle américain, 1999
- Une glorieuse stagnation, 2003
- Le Rose ou le Noir, 2006
- Le Corporatisme, stade ultime du capitalisme, 2008
- Sortir de l'euro ou mourir à petit feu, 2010[4]
- Le Règne des oligarchies, 2011
- La Domestication de l'humain, 2015

## Otorgar
- Prix Renaissance de l'économie 2011[5]